# Ordre du Mérite civil de la couronne de Bavière
 (août 2011).
L’ordre du Mérite civil de la couronne de Bavière (Allemagne Verdienstorden der Bayerischen Krone), connu comme « ordre civil » est un acte de chevalerie qui récompense les vertus civiles du royaume de Bavière.

## Historique et modalités d'attribution
L'ordre du Mérite de la couronne de Bavière est créé par décret du 19 mai 1808, sur ordre du roi Maximilien Ier de Bavière, pour récompenser les civils de toute catégorie sociale, Bavarois ou étrangers, qui se distinguent pour leur engagement civil en Bavière.
Cet ordre est souvent lié au mérite de « l'ordre du Lion du Palatinat », ainsi qu'à l'ordre militaire de Maximilien Joseph Ier, qui n'était accordée qu'aux militaires. Les personnes ne possédant aucun titre de noblesse, ne peuvent prétendre le titre de chevalier.
À l'origine il n'y eut que trois classes du Mérite (grand-croix, commandeur et chevalier), mais Maximilien II de Bavière, rajouta une quatrième classe :
- Chevalier grand-croix
- Grand commandeur
- Commandeur
- Chevalier

## Caractéristiques

### Médaillon
La médaille de l'ordre se compose d'une croix de Malte à huit bras émaillée de blanc, garnie d'or et liée par une couronne de laurier placée en arrière. Au centre se trouve l'écu losangé d'azur et de blanc (armoiries de la Bavière) surmonté de la couronne royale en or, entourée par un anneau d'émail rouge avec pour inscription « Virtus et Honos » (Vertu et Honneur). Au dos de la médaille, la figure de Maximilien Ier de Bavière, fondateur de l'ordre, entourée de l'inscription « MAXIMILIANUS JOSEPHUS REX BOJOARIAE ».

### Ruban
Le ruban de l'ordre est bleu avec une bande blanche de chaque côté.